# Hannes Ryömä
Aukusti Johannes (Hannes) Ryömä född 24 april 1878 i Karkku, död 22 maj 1939 i Helsingfors, var en finländsk läkare, politiker och minister.
Ryömä avlade studentexamen 1899, blev medicine kandidat 1904 och slutligen medicine licentiat 1909. Han var praktiserande läkare, först i Tammerfors och 1911–1926 i Helsingfors, blev 1923 överläkare vid försäkringsbolaget Kansa och utnämndes 1928 till generaldirektör i Medicinalstyrelsen; på denna post lade han främst an på att utveckla sjukhusväsendet och att bekämpa tuberkulosen genom inrättandet av nya sanatorier.
Han anslöt sig 1905 till socialdemokratiska partiet, tog 1918 avstånd från en med våldsamma medel genomförd samhällsomvälvning och kunde därför som huvudredaktör för Suomen Sosialidemokraatti 1918–1922 utföra en viktig konsoliderande uppgift.
Ryömä var riksdagsman 1919–1939, tidvis gruppordförande; finansminister 1926–1927, samt kommunikationsminister 1937–1938.
Han var gift två gånger, första gången från 1908 till 1928 med Eine Magda Sofia Sundvall  och andra gången från 1930 med Kirsti-Kaarina Metsäpelto.